# Еврейское кладбище Варшавы
Еврейское кладбище Варшавы — одно из крупнейших еврейских кладбищ в Европе и второе по величине еврейское кладбище Польши (после нового кладбища в Лодзи). Кладбище занимает территорию площадью около 33,3 га, на нём находится около 200 000 могил. Расположено в варшавском районе Воля возле кладбища других конфессий, по периметру огорожено кирпичной стеной. Некоторые надгробия кладбища являются ценными памятниками садово-паркового искусства.
Кладбище разделено на участки: для ортодоксальных иудеев (на котором, в свою очередь, есть участки для мужчин, женщин и священнослужителей), последователей реформистского иудаизма, детей, военных и жертв Варшавского гетто. Является действующим кладбищем еврейской общины Варшавы и окрестностей.
Проезд на городском транспорте Варшавы: в будние дни — трамвай № 1, 22 и 27 и автобус № 107, 111, 180, в выходные дополнительно — автобус № 100, остановка «Еврейское кладбище» или «Эсперанто».

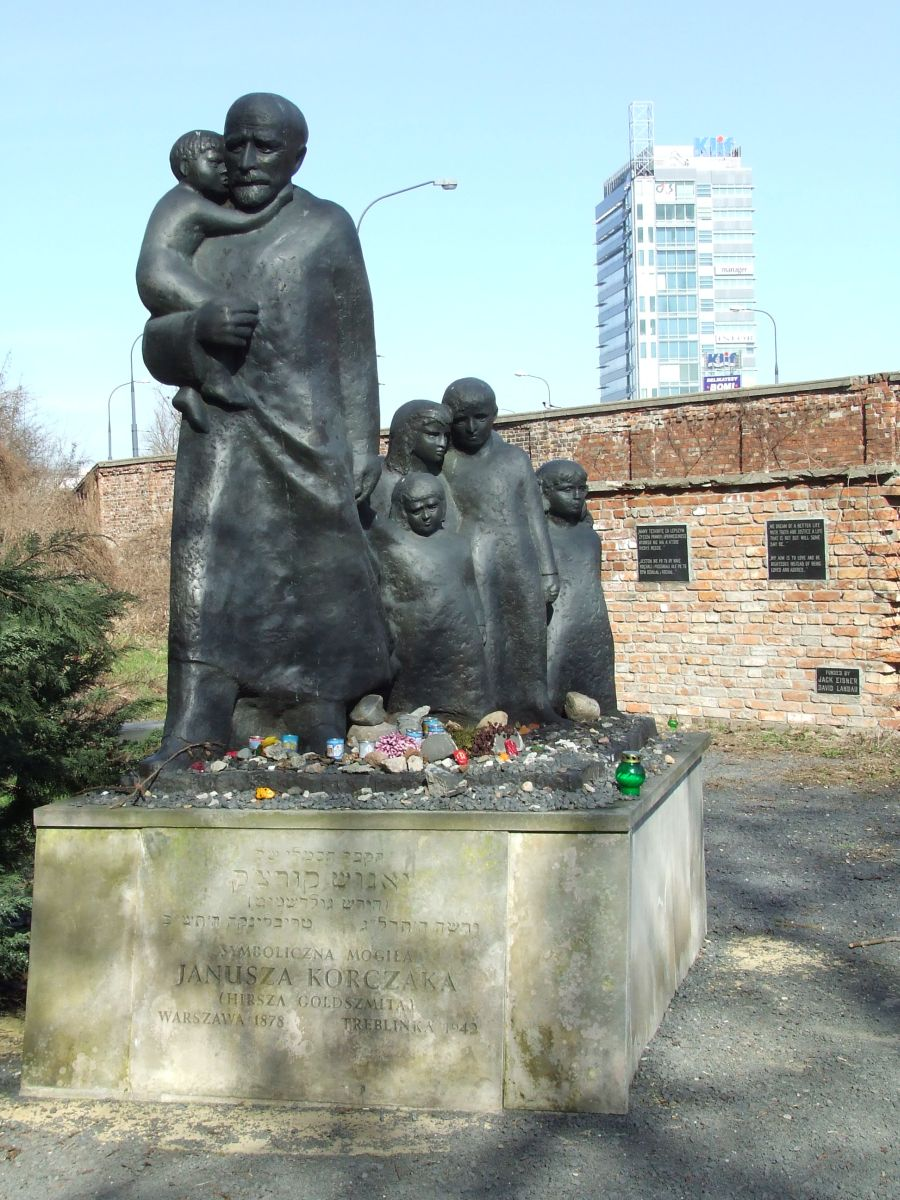
Памятник (кенотаф) Янушу Корчаку

## История
В 1806 году еврейская община Варшавы обратилась к городским властям с просьбой о создании нового кладбища для евреев. Ходатайство было удовлетворено и в следующем году кладбище было создано совместно с Хевра кадиша. Старейшее из сохранившихся надгробий находится на могиле Сары, дочери Элиэзера, умершей 8 сентября 1807.
В течение первого десятилетия своего существования это кладбище использовалось в основном для высших слоёв еврейского общества, представителей бедных еврейских семей хоронили на другом кладбище, на правом берегу Вислы. Несмотря на это, уже к 1824 на кладбище не хватало места для новых захоронений. Первый похоронный дом на кладбище был создан в 1828, но уже в 1831 он был разрушен русской армией в ходе подавления ноябрьского восстания. Новое здание похоронного дома было построено в следующем году и расширено в 1854. В 1840 и 1848 некрополь кладбища был расширен. Примерно в то же время кладбище стало использоваться для захоронения всех евреев, независимо от социального статуса. К 1850 управление кладбищем перешло от Хевра кадиша к администрации, назначаемой властями Российской империи, была создана специальная похоронная служба.
Еврейское кладбище было отделено от центра города и Варшавского гетто глубоким рвом, созданным в 1777, чтобы предотвратить распространение чумы. В 1873 еврейская и католическая общины Варшавы совместно решили построить мост через этот ров, чтобы облегчить доступ к обоим кладбищам. В 1860 и 1863 еврейское кладбище было вновь расширено, и в 1869 достигло своих нынешних границ. Тем не менее, оно быстро переполнилось, и с 1885 все погребения, финансируемые еврейской общиной (то есть погребения выходцев из бедных семей) производились на кладбище в варшавском пригороде Бродно. В 1877 несколько богатых еврейских семей Варшавы на свои средства построили на кладбище синагогу (здание в неоклассическом стиле, архитектор Адольф Шиммельпфенниг) а также два похоронных дома — для мужчин и женщин. Второй этаж был отведен для проживания раввина.
В еврейской общине Варшавы неоднократно возникали конфликты по поводу контроля за кладбищем и различных вопросов захоронения. В 1913 году было решено разделить кладбище на четыре участка: для ортодоксальных иудеев, для сторонников реформистского иудаизма, для детей и для военных и государственных деятелей. После Первой мировой войны кладбище снова оказались переполненным. В 1930-х кладбище было окружено высокой стеной, а в 1939 началось строительство Мавзолея в память евреев, боровшихся за независимость Польши. Сооружение Мавзолея было остановлено из-за начала Второй мировой войны и немецкой оккупации Польши.
Во время войны кладбище было частично разрушено. Немецкие оккупационные власти использовали его для захоронения жертв Варшавского гетто, Варшавского восстания 1944 и других жертв массовых расправ, захоронения при этом производилось без учета национальной принадлежности. 15 мая 1943 немцы взорвали все здания в районе кладбища, в том числе синагогу и похоронные дома, лишь небольшая часть зданий сохранилась до наших дней. Большой ущерб кладбищу был нанесён также во время Варшавского восстания 1944 года, когда линия фронта прошла прямо через кладбище. После войны кладбище было восстановлено. Во время коммунистического режима в Польше городские власти предполагали проложить новую городскую магистраль прямо через середину кладбища, но этот план так и не был осуществлён.
В 1990-х на кладбище начали ремонт, впервые с 1930-х годов, в основном за счёт еврейской общины Варшавы и Фонда семьи Ниссенбаум, а также средств муниципалитета Варшавы.
Кладбище является действующим, на нём производится ежегодно от 20 до 30 новых захоронений.

## Известные люди, похороненные на кладбище
- Ан-ский, Семён Акимович (Шлойме-Занвл (Соломон) Раппопорт) — этнограф, писатель, драматург;
- Ашкенази, Шимон — историк, политик и дипломат;
- Балабан, Майер — историк;
- Беркенгейм, Александр Моисеевич — эсер и деятель кооперативного движения;
- Берлин, Нафтали Цви Иеуда — раввин, глава Воложинской иешивы;
- Бернштейн, Игнац — российско-еврейский фольклорист и лингвист;
- Вавельберг, Ипполит Андреевич — основатель Варшавского технического училища;
- Винавер, Шимон Абрамович — шахматист;
- Воляновский, Люциан — журналист, писатель и путешественник;
- Глюксберг, Ян (1793—1859) — польский книгоиздатель, типограф и общественный деятель.
- Гнесин, Ури Нисан — писатель;
- Датнер, Шимон — историк;
- Дов Бер Майзельс — раввин Кракова и Варшавы;
- Дромлевичова, Зофья — писательница и сценарист;
- Заменгоф, Людвик Лазарь — врач и создатель языка эсперанто;
- Зелигсон, Адольф Ноевич (1867—1919) — русский и польский архитектор, мастер модерна;
- Каминска, Эстер-Рохл (1870—1925) — актриса, мать Иды Каминска;
- Клепфиш, Михаил — участник Сопротивления;
- Кватерко, Адам (1913—1993) — публицист, журналист, главный редактор газеты «Фолксштимэ»;
- Крамштык, Исаак — раввин, юрист и писатель;
- Лессер, Александр — художник и критик;
- Оргельбранд, Самуэль — издатель;
- Перец, Ицхок Лейбуш (1852—1915) — классик еврейской литературы на идише;
- Познанский, Самуэль, раввин;
- Слонимский, Зиновий Яковлевич (Хаим-Зелик Слонимский) — издатель, астроном и изобретатель;
- Соловейчик, Хаим (Брискер) — раввин, создатель новаторского метода изучения Талмуда, названного «брестским»;
- Стрыйковский, Юлиан (Песах Старк, 1905—1996) — писатель и журналист;
- Рожаньский, Юзеф — офицер органов безопасности;
- Фаянс, Максимилиан — художник и фотограф;
- Флатау, Эдвард — невролог;
- Флямберг, Александр — шахматист;
- Черняков, Адам — инженер, сенатор, глава юденрата Варшавского гетто;
- Эдельман, Марек — последний руководитель восстания в Варшавском гетто.